# Square - Brussels Convention Centre
Pour les articles homonymes, voir Centre de conventions.
 (février 2019).
Square - Brussels Convention Centre (auparavant Square - Brussels Meeting Centre) est le principal centre de congrès de la ville de Bruxelles. Construit en 1958, il a porté le nom de Palais des Congrès de Bruxelles jusqu'en 2009. Il est géré par l'entreprise GL events et situé dans le centre historique et culturel de la capitale belge, le Mont des Arts.

## Histoire
Square - Brussels Convention Centre se situe, en partie, dans les locaux de l’ancien Palais des Congrès de Bruxelles, construit en 1958 à l’occasion de l’Exposition universelle. Les plans originaux ont été dessinés par Maurice Houyoux et Jules Ghobert. La gestion, à l’époque, a été confiée au Service national des Congrès ; le Palais se compose alors de plusieurs espaces souterrains, deux auditoriums de 1200 et 300 places, et une salle d'exposition rudimentaire.
Malgré d’importantes rénovations d’ordre technologique et esthétique, le Palais vieillit. Des problèmes financiers dans les années 1980 et la découverte de traces d’amiante à la fin des années 1990 l’amènent à fermer provisoirement ses portes en 2003, avant une nouvelle rénovation et aussi un agrandissement.
Fin 2004, la gestion du Palais est confiée à une société anonyme de droit public, la SA Palais des Congrès. À partir de 2005 et pendant deux ans et demi, le Palais est rénové et agrandi, et l’exploitation du centre est confiée à GL events group.
Le 20 septembre 2009, Square - Brussels Convention Centre ouvre ses portes.

## Caractéristiques
Dessiné par le cabinet d’architectes bruxellois A.2R.C, le centre compte trois auditoriums, 27 salles de sous-commission pour un maximum de 1 200 personnes et une zone d’exposition de 4 000 m2.[réf. souhaitée]
Des œuvres d’art décorent les foyers de Square, notamment de grandes peintures murales de Paul Delvaux, René Magritte et Louis Van Lint.

## Source principale
Hip to be Square, Palais des Congrès, Brussels, 2009  (ISBN 978-90-6153-884-4)